# Sepia hieronis
Sepia hieronis är en bläckfiskart som först beskrevs av Robson 1924.  Sepia hieronis ingår i släktet Sepia och familjen Sepiidae. IUCN kategoriserar arten globalt som otillräckligt studerad. Inga underarter finns listade i Catalogue of Life.